# Міжнародна премія Ібсена
Міжнародна премія Ібсена (англ. The International Ibsen Award) — премія, затверджена в 2007 році норвезьким урядом. Нею нагороджують приватних осіб, організації або установи, які працюють в області мистецтва і культури, за видатний внесок у дусі Генріка Ібсена. Ця премія є стимулом для інших письменників — щоб вони продовжували його справу і ставили на критичне обговорення важливі громадські та екзистенційні проблеми. Міжнародну премію Ібсена присуджують щодва роки у день народження Генріка Ібсена, 20 березня. А церемонія нагородження відбувається у вересні, під час Ібсенівського фестивалю в Осло.
Сума премії — 2,5 мільйона норвезьких крон, (що еквівалентно 300 000 євро або 500 000 доларів). Першим лауреатом премії став 83-річний англійський режисер Пітер Брук, який отримав її під час Ібсенівського фестивалю в Норвезькому національному театрі 31 серпня 2008 року.

## Лауреати
- 2008 рік — Пітер Брук, англійський режисер
- 2009 рік — Аріана Мнушкіна[en], французький режисер театру і кіно, драматург і сценарист.
- 2010 рік — Йон Фоссе, норвезький драматург
- 2012 рік — Гайнер Геббельс[en], німецький композитор, музикант, режисер музичного театру, театральний педагог.
- 2014 рік — Петер Гандке, австрійський письменник і драматург.
- 2016 рік — Forced Entertainment[en]
- 2018 рік — Крістоф Марталер[1]
- 2020 рік — Тейлор Мак[en][2]
- 2022 рік — Back to Back Theatre[en][3]